# Куттыбеков, Капал
Капал Куттыбеков (каз. Қапал Құттыбеков, 1900 год, аул Ходжатогай, Туркестанский край, Российская империя — дата и место смерти неизвестны) — колхозник, чабан, Герой Социалистического Труда (1949).

## Биография
Капал Куттыбеков родился в 1900 году в ауле Ходжатогай Туркестанского края, Российская империя (сегодня — Отырарский район Южно-Казахстанской области, Казахстан). C раннего возраста занимался батрачеством. В 1929 году вступил в местный колхоз «Ходжа-Тогай» Кзылкумского района Чимкентской области. Трудился чабаном. В 1943 году был назначен старшим чабаном.
В 1948 году вырастил в среднем по 115 ягнят от 100 овцематок. За этот доблестный труд был удостоен в 1949 году звания Героя Социалистического Труда.

## Награды
- Герой Социалистического Труда — указом Президиума Верховного Совета СССР от 1 декабря 1949 года;
- Орден Ленина (1949).